# Јака као смрт
Јака као смрт (фр. Fort comme la mort) роман је француског књижевника Гија де Мопасана, објављен 1889. Наслов је преузет из библијске Песме над песмама, то јест, из реченице: Јер је љубав јака као смрт, и љубавна сумња тврда као гроб. У питању је психолошки роман у коме је са нескрвеним песимизмом представљено људско старење и жеља да се остане вечно млад. Главни протагониста је Оливије Бертан, угледни париски сликар, који почиње да медитира о људској пролазности, старости и смрти, након што је сусрео ћерку његове дугогодишње љубавнице, која неодољиво наликује на њу из млађих дана. Роман је на српски језик превео Андреја Милићевић

## Заплет романа
Оливије Бертен је угледни и цењени париски сликар. Он одржава дугогодишу везу са удатом грофицом де Гијро. Након неколико година одсуства, у Париз се враћа грофичина ћерка Анета де Гијро, која је сада одрасла девојка. Оливије је привучен њеним физичким наликовањем на грофицу. Из те хотимичне и природне сличности, између мајке и ћерке, ствара се у сликаровом уму утисак о једном двоструком бићу, о истој жени, која се у исти мах подмладила и остарила.
Грофици Ани умире мајка, те одлази у Ронсијер са ћерком и супругом. Пошто јој је услед плакања и неспавања лице постало испијено, оклева да се врати у Париз. Гроф шаље Бертена да је доведе. У Ронсијеру Бертен, Ана и Анета проводе неколико дана шетајући и разговарајући. Међутим, након што је грофица приметила да сликар показује све јаче интересовање за њену ћерку, схвата да је њена лепота увела и да не може да се мери са лепотом своје ћерке. Нагло одлучује да се врате у Париз, где очекује да ће у полумрачним салонима успешније крити увелу лепоту. У Паризу Бертен одлучује да наслика портрет Анете, али грофица га моли да то не чини, саопштавајући му да је почео да се заљубљује у њену ћерку. Бертем такву тврдњу одлучно одбија. Међутим, временом размишљајући и неуспевајући да одоли посетама Анети, схвата да је то истина. Након што се Анета верила за маркиза Фарандала, Бертем је неутешан и сломљен, јер зна да му млада девојка никада не би узвратила љубав. Ана је, такође, неутешна, јер зна да не заузима прво место у Бертеновом срцу. Грофица Ана на вечери добија вест да су сликара прегазила кола, и сумња да то није била случајност, већ покушај самоубиства. На посмртној постељи Бертен тражи од грофице да још једном види лице њене ћерке, али умире пре него што му је жеља испуњена.